# Kanton Aire-sur-la-Lys
Kanton Aire-sur-la-Lys (francouzsky Canton d'Aire-sur-la-Lys) je francouzský kanton v departementu Pas-de-Calais v regionu Hauts-de-France. Tvoří ho 17 obcí. Před reformou kantonů 2014 ho tvořilo 15 obcí.

## Obce kantonu
od roku 2015:
- Aire-sur-la-Lys
- Blessy
- Estrée-Blanche
- Guarbecque
- Isbergues
- Lambres
- Liettres
- Ligny-lès-Aire
- Linghem
- Mazinghem
- Quernes
- Rely
- Rombly
- Roquetoire
- Saint-Hilaire-Cottes
- Witternesse
- Wittes

před rokem 2015:
- Aire-sur-la-Lys
- Clarques
- Ecques
- Herbelles
- Heuringhem
- Inghem
- Mametz
- Quiestède
- Racquinghem
- Rebecques
- Roquetoire
- Thérouanne
- Wardrecques
- Wittes